# 中國湖英畝 (加利福尼亞州)
中國湖英畝（英語：China Lake Acres）是位於美國加利福尼亞州克恩縣的一個人口普查指定地區。

## 地理
中國湖英畝的座標為35°38′26″N 117°45′50″W / 35.64056°N 117.76389°W，而該地最高點為海拔高度731米（即2431英尺）。

## 人口
根據2010年美國人口普查的數據，中國湖英畝的面積為13.496平方千米，當中陸地面積為13.494平方千米，而水域面積為0.002平方千米。當地共有人口1876人，而人口密度為每平方千米139人。